# WiredTiger
WiredTiger — це розширювана NoSQL-платформа, вбудовувана СКБД класу «ключ – значення» з відкритим сирцевим кодом. Вона випускається за ліцензією GNU GPL версією 2 або 3. WiredTiger використовує архітектуру керування багатоверсійним паралелізмом (MVCC).

## Історія
MongoDB придбала WiredTiger Inc 16 грудня 2014 року. Механізм зберігання WiredTiger став доступним як додатковий механізм зберігання в MongoDB 2.8. Серед ранніх користувачів WiredTiger були Amazon та Connectifier. Механізм зберігання WiredTiger є механізмом зберігання за замовчуванням, починаючи з MongoDB версії 3.2. Він забезпечує модель паралелізму на рівні документів, контрольні точки та стиснення, серед інших функцій. У MongoDB Enterprise WiredTiger також підтримує шифрування в стані спокою.

## Виноски
1. ↑  WiredTiger: Snapshots and CheckPoints.
2. 1 2  MongoDB Acquires WiredTiger Inc.
3. ↑  First Post: at MongoDB London 5 secs ago, @eliothorowitz just announced that Wired Tiger engine will be in MongoDB 2.8, fully supported. Twitter (англ.). Процитовано 18 лютого 2023.
4. ↑  Datadog (5 січня 2016). How Connectifier unfroze MongoDB with Datadog. How Connectifier unfroze MongoDB with Datadog (англ.). Процитовано 18 лютого 2023.
5. ↑  MongoDB: Encryption At Rest.